# والدمس
والدمس (به آلمانی: Waldems) یک شهر در آلمان است که در راینگاو-تاونوس واقع شده‌است. والدمس ۵٬۶۵۵ نفر جمعیت دارد.

## خواهرخوانده
شهر Szikszó خواهرخواندهٔ والدمس هست.